# Ludovico Luigi Ugolini
Ludovico Luigi Ugolini, più noto come Luigi (Monte Colombo, 3 marzo 1777 – 16 novembre 1850) è stato un arcivescovo cattolico italiano.

## Biografia
Dopo l'Ordinazione sacerdotale ricevuta il 21 marzo 1801, fu nominato arcivescovo titolare di Amorio da papa Pio VII e consacrato dal cardinale Lorenzo Litta il 24 agosto 1819. Allo stesso tempo fu nominato amministratore apostolico di Ripatransone; amministrò la diocesi in sostituzione di Ignazio Ranaldi, promosso arcivescovo di Urbino. Durante il periodo di sede vacante fece spostare il seminario presso il convento delle monache clarisse, dividendone la rendita fra i monaci filippini e le suore convittrici del Bambin Gesù, che divenne rinomato per i personaggi che lo frequentarono in un periodo piuttosto fiorente.
Il 24 maggio 1824 fu nominato vescovo di Fossombrone. Nel 1839, su ispirazione dell'arcivescovo di Napoli Filippo Giudice Caracciolo, creò un'accademia ecclesiastica dove il clero discuteva e studiava le idee filosofiche e teologiche con apposite dissertazioni. Ne annunciò la creazione in una lettera pastorale del 10 dicembre. Morì il 16 novembre 1850.

## Genealogia episcopale
La genealogia episcopale è:
- Cardinale Scipione Rebiba
- Cardinale Giulio Antonio Santori
- Cardinale Girolamo Bernerio, O.P.
- Arcivescovo Galeazzo Sanvitale
- Cardinale Ludovico Ludovisi
- Cardinale Luigi Caetani
- Cardinale Ulderico Carpegna
- Cardinale Paluzzo Paluzzi Altieri degli Albertoni
- Papa Benedetto XIII
- Papa Benedetto XIV
- Papa Clemente XIII
- Cardinale Luigi Valenti Gonzaga
- Cardinale Lorenzo Litta
- Arcivescovo Luigi Ugolini